# نيسويتا
نيسوتيا هو جنس من العناكب الصيادة التي توجد في شرق إفريقيا، وصفها يوجين لويس سيمون لأول مرة عام 1880.

## الموئل
حتى سبتمبر 2019 كانت المجموعة تتضمن خمسة أنواع، وجدت في تنزانيا، وإثيوبيا والسودان:
- نيسويتا أفينس، 1906 - السودان
- نيسويتا فلافيسينس، 1941 - إثيوبيا
- نيسويتا كولوسفاري، 1947 - إثيوبيا
- نيسويتا كوادريسبيلوتا، 1880 - تنزانيا (زنجبار)
- نيسويتا سيميليس، 1922 - إثيوبيا.